# Kobło (Ukraina)
Kobło (ukr. Кобло) – wieś na Ukrainie, w obwodzie lwowskim,  w rejonie samborskim, w hromadzie Stary Sambor, nad rzeką Krzemianką. W 2001 roku liczyła 490 mieszkańców.
Do 1989 roku nosiła nazwę Kobło-Stare (ukr. Кобло-Старе).
W 1921 roku miejscowość zamieszkiwało 767 osób, w większości Ukraińców. W II Rzeczypospolitej w powiecie starosamborskim.

## Ważniejsze obiekty
- Cerkiew greckokatolicka